# Піраденія
Королівський ботанічний сад Піраденія (англ. Royal Botanical Garden of Peradeniya) лежить поблизу міста Канді (4 км) в Центральній провінції Шрі-Ланки. Відомий своєю колекцією різних орхідей, яка нараховує більш ніж 300 різновидів, пряних та лікарських рослин, пальм, які складають Національний гербарій (англ. National Herbarium). Загальна площа ботанічного саду становить 67 гектарів, знаходиться на висоті 460 метрів над рівнем моря, 200 днів на рік тут падає дощ. Сад перебуває у віданні Департаменту Національних ботанічних садів.

## Розташування
Сад розташований на невеликих пагорбах, на вигині річки Махавелі — найбільшої річки Шрі-Ланки. Через річку Махавелі перекинуто вузький висячий міст, який хитається під ногами пішоходів. На березі річки висаджені зарості бамбука.
Весь сад розбитий на кілька зон.

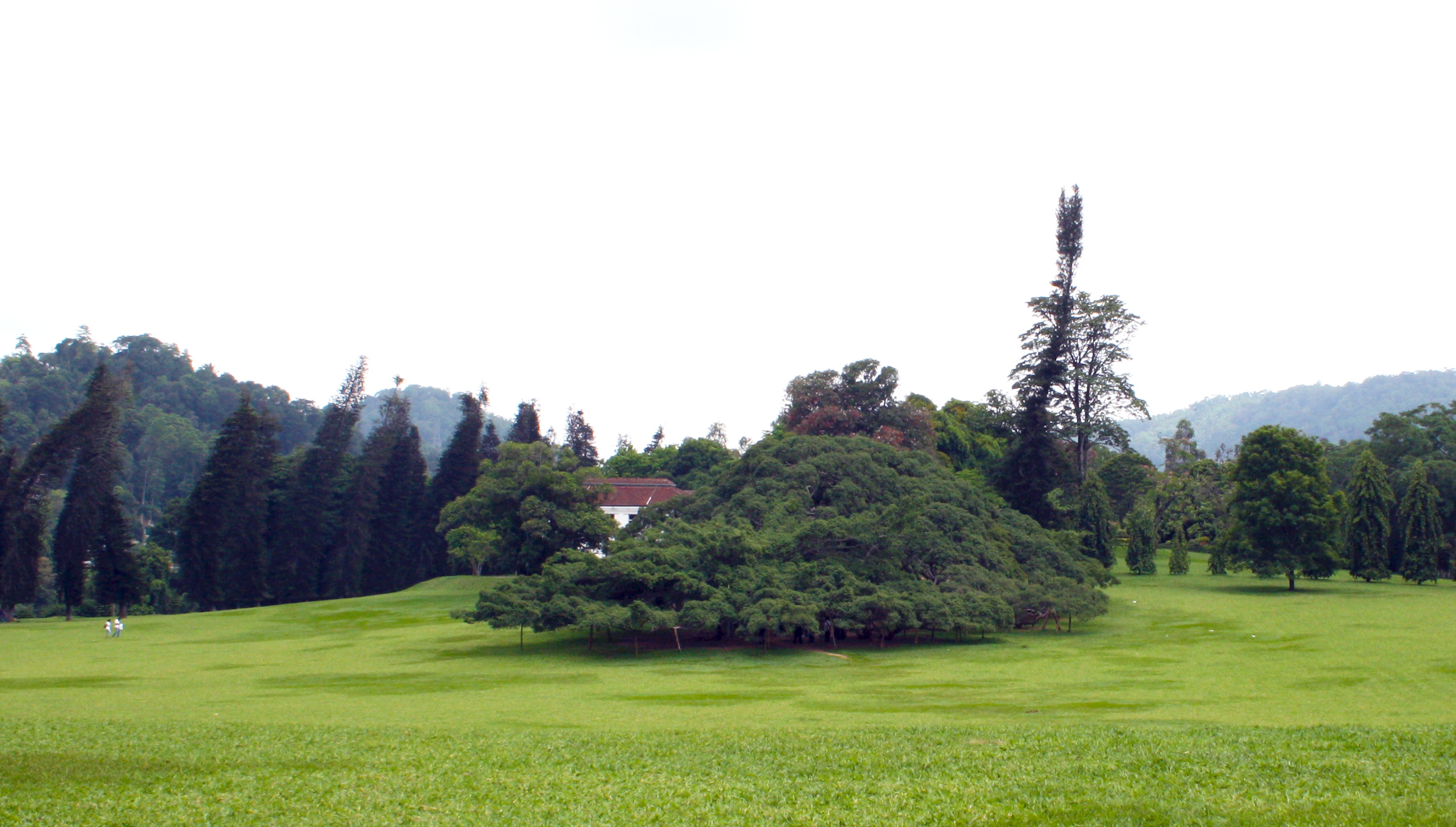
Королівський ботанічний сад Піраденія. У центрі величезний фікус Бенджаміна

Крім сотень гібридів, у ботанічному саду є колекція диких орхідей Шрі-Ланки.
Збільшенню різновидів листяних рослин сприяє географічне розташування саду.
У саду є класична пальмова алея, Будинок Орхідей, подвійне кокосове дерево, величезне дерево-парасолька — фікус Бенджаміна, який розкинувся на площі понад 2500 квадратних метрів, фігове дерево і ще близько 3000 видів трав'янистих рослин і дерев.
Невід'ємною частиною парку є крилани (летючі лисиці), які гронами висять на високих деревах.
Сад є прибутковою державною установою, в якій зайнято майже 450 чоловік.

## Історія
Історія ботанічного саду починається ще в 1371 році, коли король Вікрамабаху ІІІ (англ. Wickramabahu III) зійшов на трон і спрямував всі судна до Піраденії річкою Махавелі, це подовжували королі Кірті Шрі (англ. Kirti Sri) і Раджадхи Раджасингх (англ. Rajadhi Rajasinghe). На цьому місці король Вімала Дхарма (англ. Wimala Dharma) побудував Храм, але він був зруйнований британцями коли вони отримали контроль над Королівством Канді. В 1821 році після проведення земляних робіт і розширення території Александр Мун (англ. Alexandar Moon) заклав тут ботанічний сад. Ботанічний сад у Піраденії було офіційно започатковано і сформовано з рослин із саду К'ю на острові Рабів англ. Slave island в передмісті Коломбо, саду Калутара в курортному місті Калутара розташованому приблизно за 40 км на південь від Коломбо, які були перенесені сюди до 1843 року. Начальник Королівського ботанічного саду Піраденія Джордж Гарднер (англ. George Gardner) у 1844 році розширив його і зробив більш незалежним.  При заснуванні в 1912 році Департаменту сільського господарства Сад перейшов у його відання.
Ботанічний сад у Піраденії також використовувався під час Другої світової війни верховним головнокомандувачем союзних військ у Південній Азії лордом Луїсом Маунтбеттеном (англ. Louis Mountbatten) як штаб-квартира командування в Південно-східній Азії.
Багато знаменитих відвідувачів, зокрема король Георг V, королева Марія, цар Микола II, письменник А. П. Чехов, перший космонавт Юрій Гагарін, щоб залишити пам'ять про свій візит до Шрі-Ланки посадили в саду дерева, про що свідчать таблички.
У серпні 2006 року був створений Департамент Національних ботанічних садів і доктор Віджесундара (англ. Wijesundara) був призначений Генеральним директором. У наш час[коли?] до завдань Королівського ботанічного саду входить також утримання та розвиток саду при офіційній резиденції Президента Шрі-Ланки в Канді і утримання релігійних та старих дерев.

## Галерея

Фікус Бенджаміна
Залізне дерево
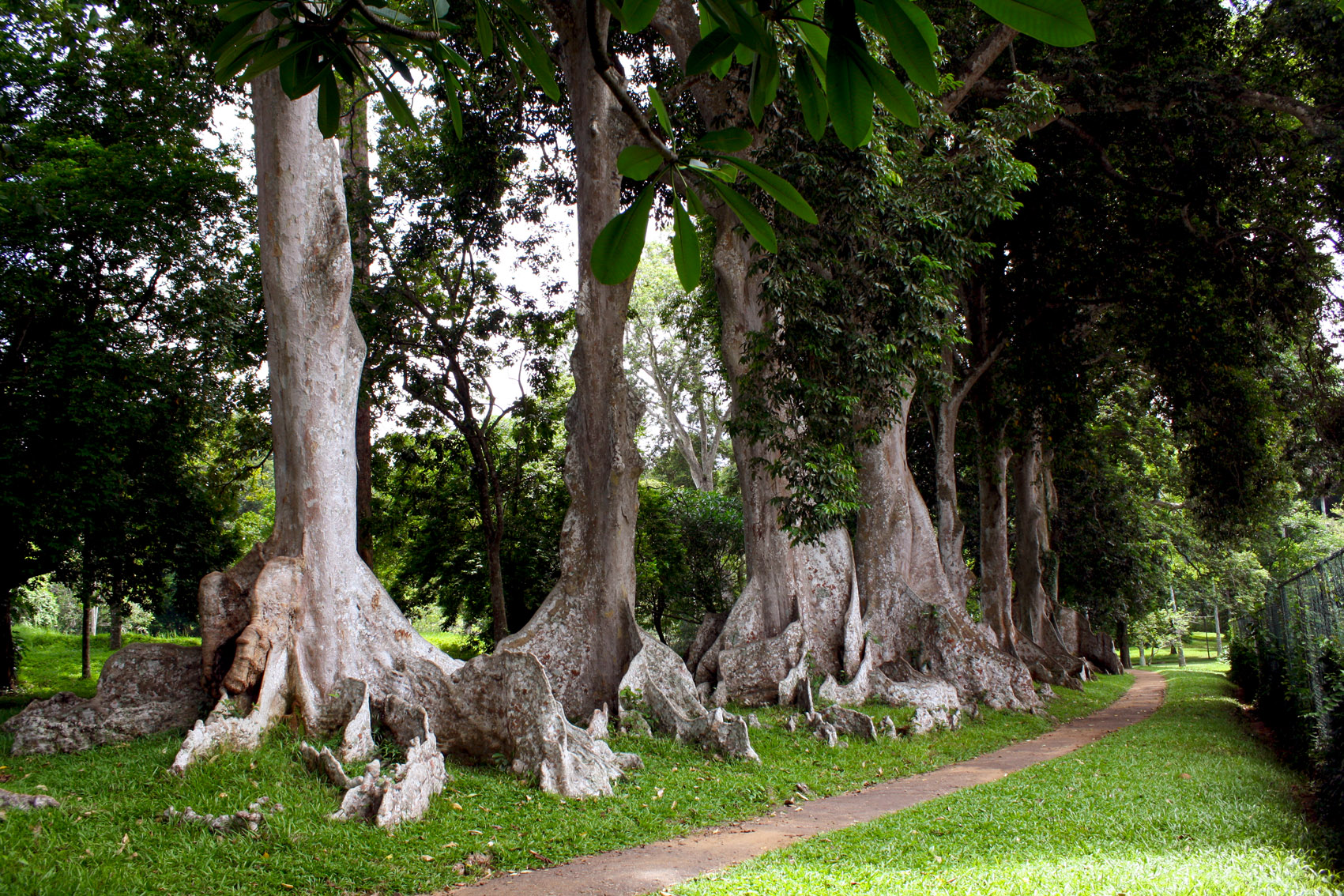
Алея дерев
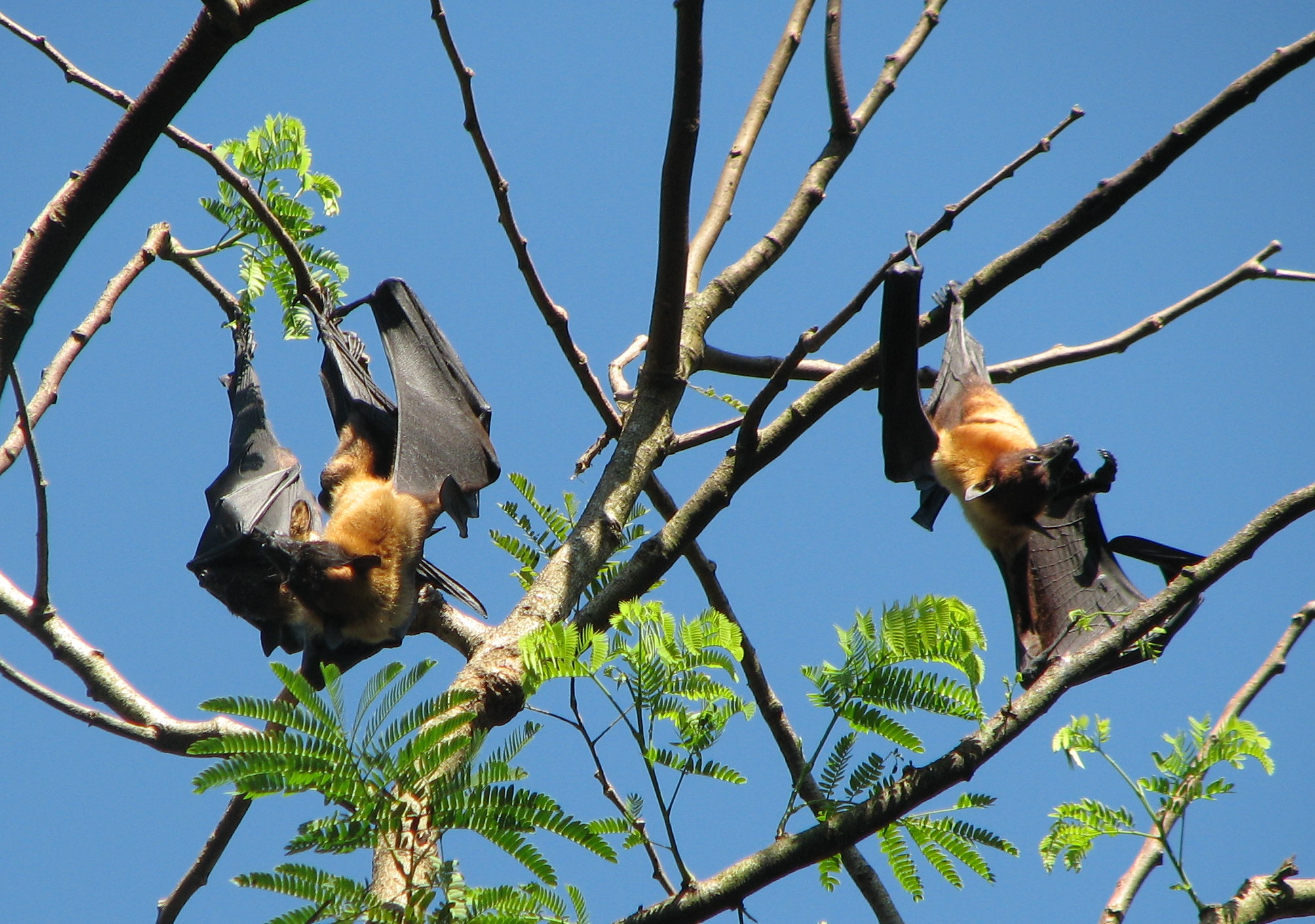
Pteropus giganteus
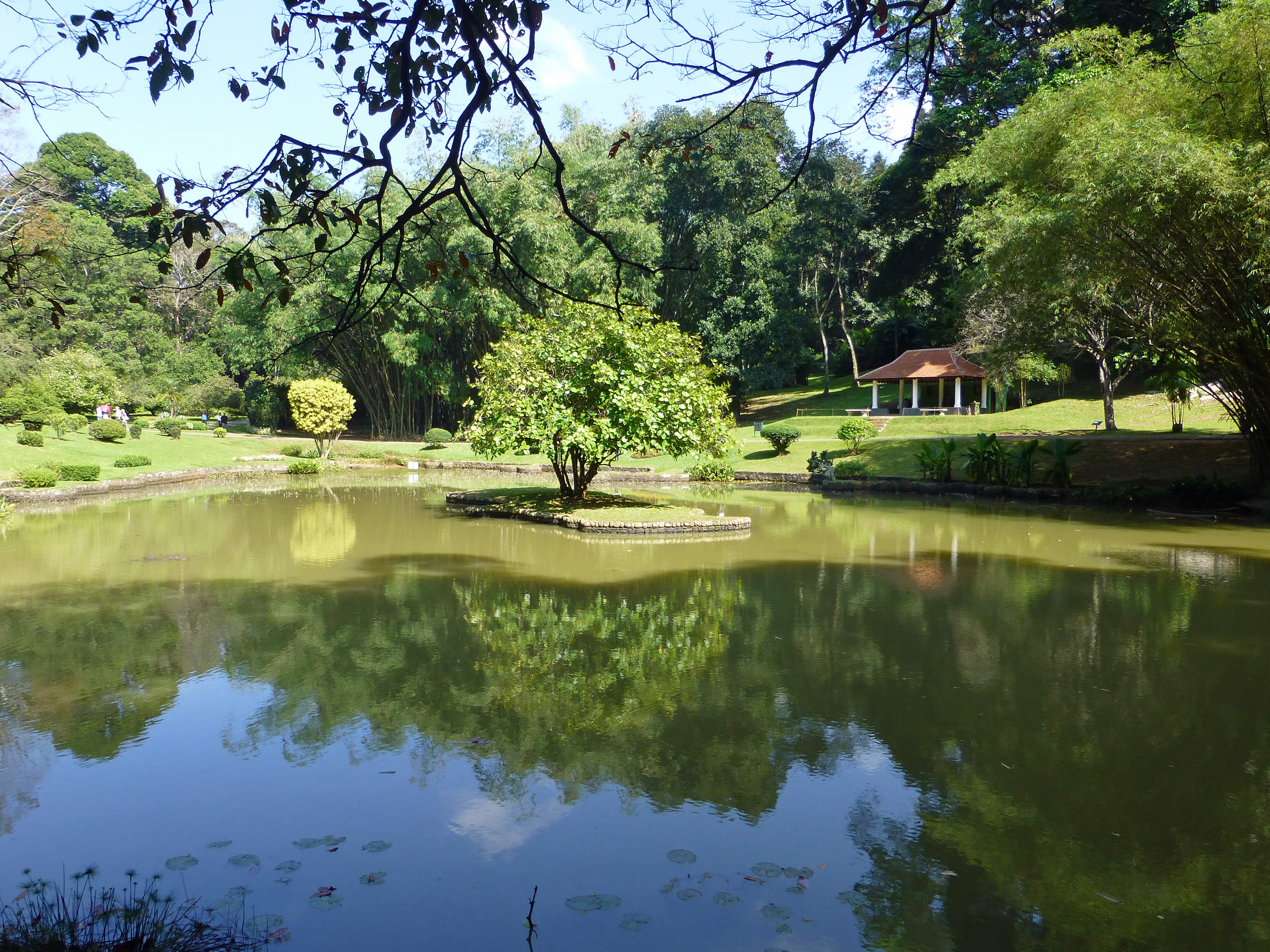
Озеро в ботанічному саду Піраденія
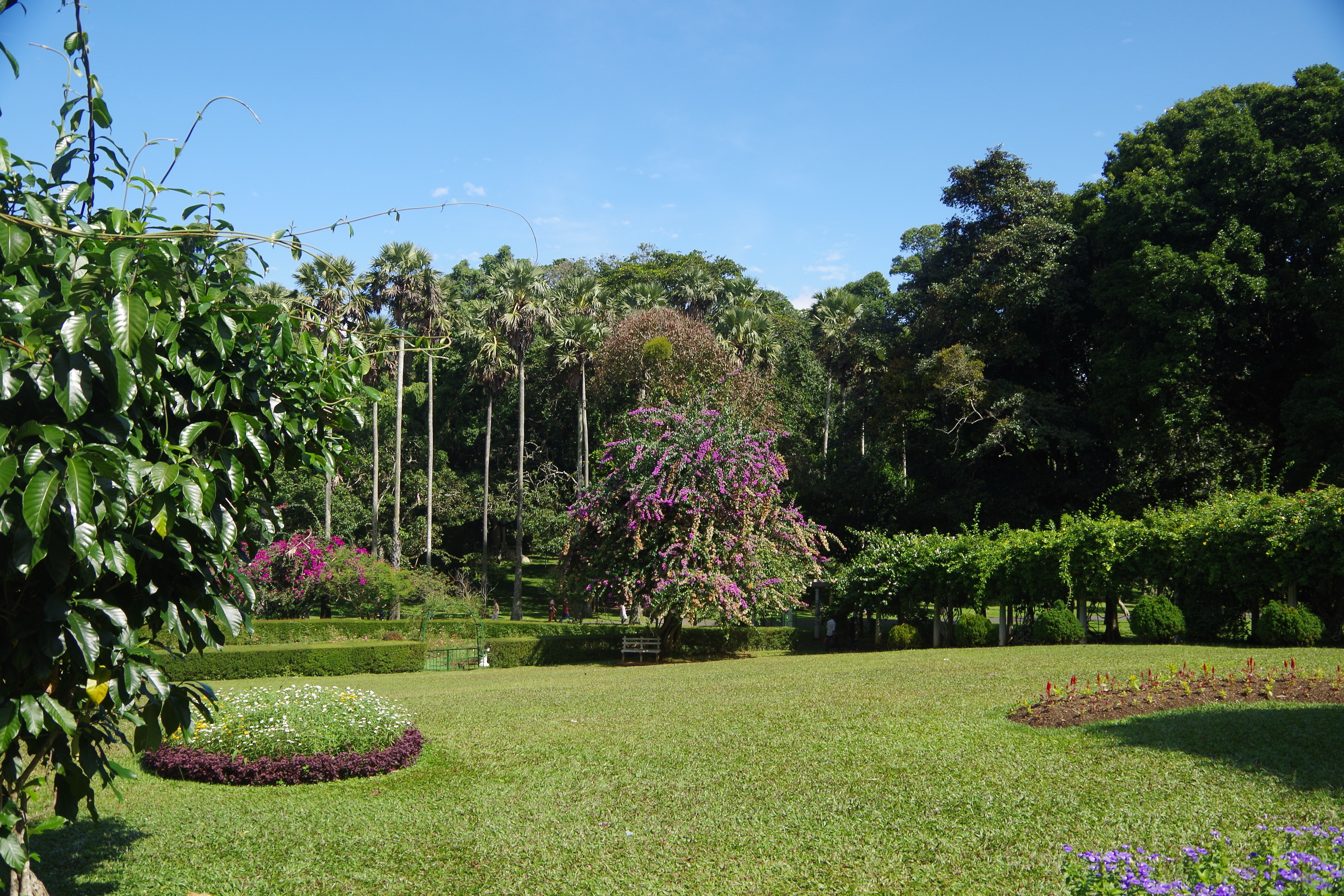
Королівський ботанічний сад Піраденія